# Wałcz (gmina wiejska)
Wałcz – gmina wiejska w Polsce położona w południowo-wschodniej części województwa zachodniopomorskiego, w powiecie wałeckim. Jest największą gminą wiejską w Polsce. Siedzibą gminy jest miasto Wałcz, które nie wchodzi w skład gminy, a jest osobną gminą miejską.
Według danych z 31 grudnia 2016 r. gmina miała 12 683 mieszkańców. Jest to druga pod względem wielkości gmina w Polsce. Natomiast według danych z 31 grudnia 2019 roku gminę zamieszkiwało 12 677 osób.
Miejsce w województwie (na 114 gmin):

powierzchnia 1., ludność 31.

## Położenie
Gmina Wałcz znajduje się w południowo-wschodniej części województwa zachodniopomorskiego, we wschodniej części powiatu wałeckiego.
Według danych z 1 stycznia 2009 powierzchnia gminy Wałcz wynosi 574,88 km². Gmina stanowi 40,7% powierzchni powiatu.
Gmina wiejska Wałcz jest pod względem powierzchni drugą co do wielkości gminą w Polsce (po gminie Pisz) i największą gminą wiejską w Polsce.
Sąsiednie gminy:
- Wałcz (miejska), Człopa, Mirosławiec i Tuczno (powiat wałecki)
- Czaplinek i Wierzchowo (powiat drawski)

w województwie wielkopolskim:
- Trzcianka (powiat czarnkowsko-trzcianecki)
- Szydłowo (powiat pilski)
- Jastrowie (powiat złotowski)

Do 31 grudnia 1998 r. wchodziła w skład województwa pilskiego.

## Demografia
Według danych z 31 grudnia 2016 r. gmina miała 12 683 mieszkańców, co stanowiło 23,5% ludności powiatu. Gęstość zaludnienia wynosi 22,1 osoby na km².

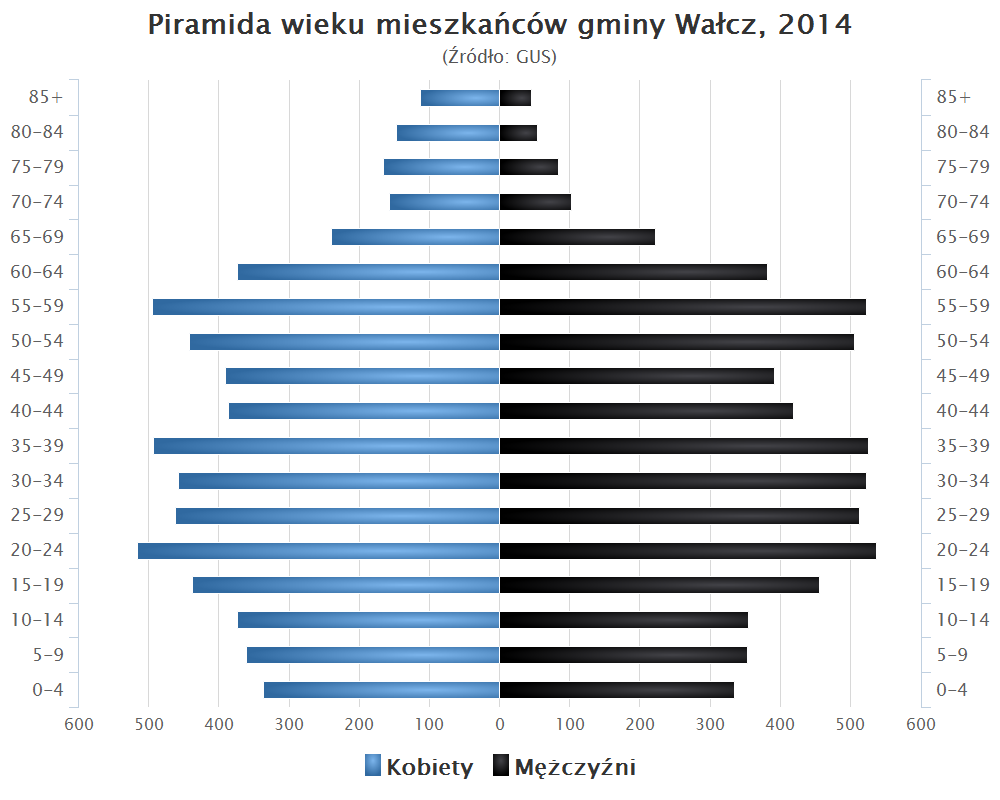
Piramida wieku mieszkańców gminy Wałcz w 2014 roku

Dane z 31 grudnia 2016 r.:
| Opis      | Ogółem | Ogółem | Kobiety | Kobiety | Mężczyźni | Mężczyźni |
| --------- | ------ | ------ | ------- | ------- | --------- | --------- |
| Jednostka | osób   | %      | osób    | %       | osób      | %         |
| Populacja | 12 683 | 100    | 6343    | 50,01   | 6340      | 49,99     |

## Gospodarka
W Kłębowcu znajduje się zakład produkcji konstrukcji stalowych.
Według danych z roku 2002 średni dochód na mieszkańca wynosił 1340,49 zł.

## Przyroda i turystyka

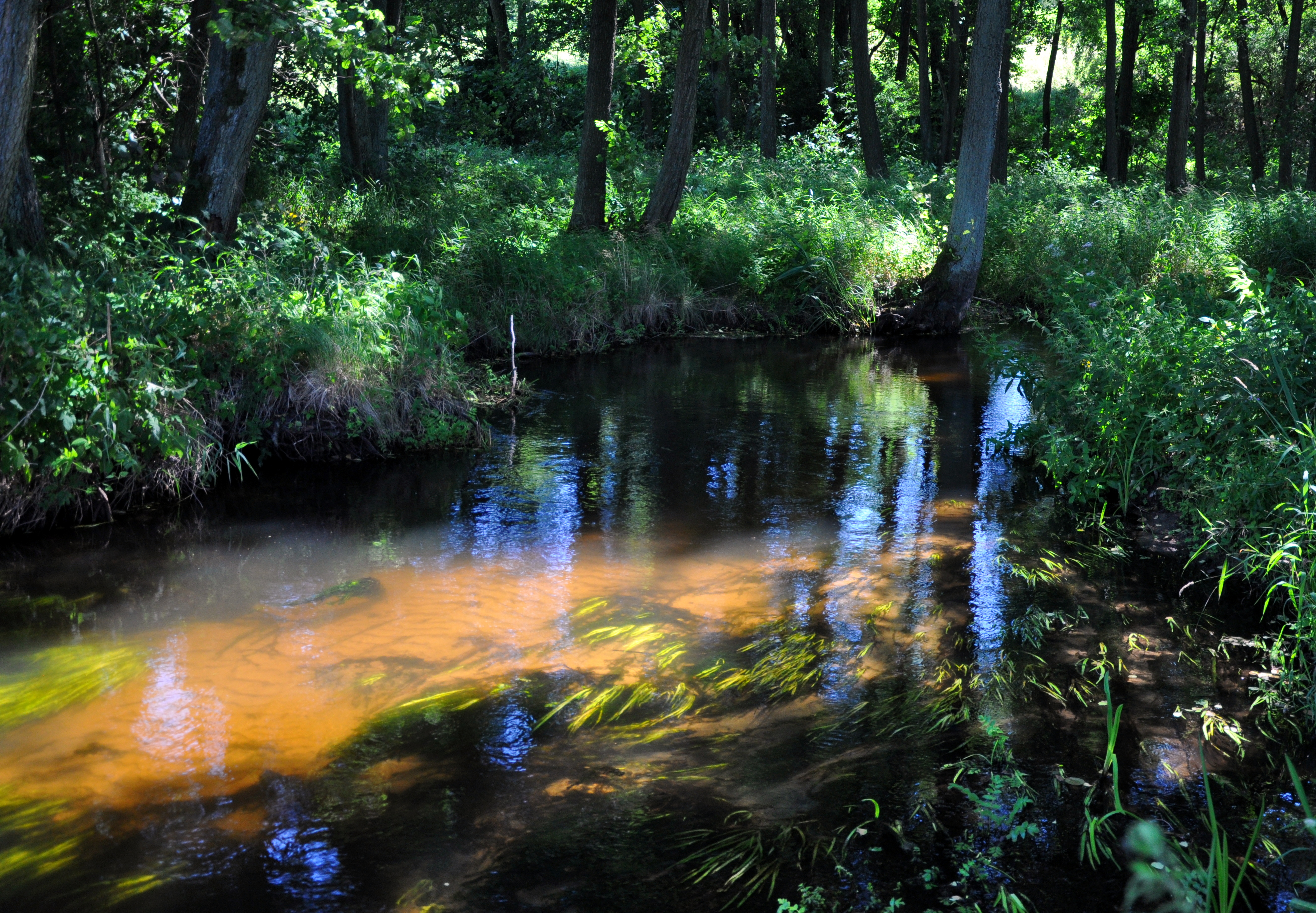
Piławka koło Wałcza

Gmina leży na Pojezierzu Wałeckim i na Równinie Wałeckiej. Na obszarze gminy znajduje się jeden z największych w Polsce Park Linowy (w Rudnicy) oraz rezerwaty przyrody: Wielki Betyń, Golcowe Bagno i Glinki. Przez tę drugą co do wielkości gminę w Polsce (większa jest tylko gmina Pisz) przepływają dopływy Gwdy: Piława, Dobrzyca i Piławka, które są dostępne dla kajaków oraz Zdbica przepływająca przez duże jezioro Zdbiczno. Z Nadarzyc wzdłuż Zdbicy, przez Wałcz oraz wzdłuż jezior: Raduń, Dybrzno, Mielno, Smolno Wielkie i Smolno Małe prowadzi żółty, pieszy szlak turystyczny, a od Wałcza przez jeziora szlak kajakowy. Drugi szlak pieszy, zielony prowadzi wokół jeziora Bytyń Wielki. Tereny leśne zajmują 46% powierzchni gminy, a użytki rolne 45%.
Władze gminy pobierają opłatę miejscową od turystów na terenie miejscowości Nakielno.

## Komunikacja
W siedzibie gminy, Wałczu krzyżują się dwie drogi krajowe: nr 10 w kierunku Piły (28 km) oraz Mirosławca (27 km) oraz nr 22 w kierunku Jastrowia (29 km) oraz przez Rusinowo (20 km) do Człopy (33 km). Przez gminę prowadzą także drogi wojewódzkie: nr 163 łącząca Wałcz z Czaplinkiem (35 km), nr 178 przez Gostomię (9 km) do Trzcianki (29 km). Przez Gostomię prowadzi także droga nr 179 do Rusinowa (12 km) i przez Szydłowo (12 km) do Piły (21 km).
Wałcz uzyskał połączenie kolejowe w 1881 r. po wybudowaniu linii z Piły, w 1888 r. przedłużoną do Kalisza Pomorskiego, a w 1895 r. jeszcze do Stargardu. Drugą linię otwarto w 1898 r. do Rudek przedłużoną w 1900 r. przez Wierzchowo Pomorskie do Złocieńca. W 1904 r. wybudowano linię z Człopy (5 lat wcześniej powstał odcinek z Krzyża). W 1914 r. oddano do użytku ostatnią linię przez Płytnicę i Węgierce do Złotowa. Linia ta istniała najkrócej, bo tylko do 1945 r. W 1988 r. zamknięto linię do Człopy, 3 lata później jej dalszą część do Krzyża. Odcinek Wałcz- Człopa został rozebrany w 1994 r. Kolejną linię do Wierzchowa Pomorskiego zamknięto w 1992 r. (odcinek do Złocieńca 4 lata później). W 2000 r. zamknięto ostatnią linię z Piły do Ulikowa. W latach 2006/2007 r. przywrócono ruch na części tej linii. 1 września 2012 r. nastąpiło wznowienie komunikacji na odcinku Piła Główna – Szczecin Główny przez Dobino Wałeckie, Wałcz, Wałcz Raduń, Strączno i Rutwicę.
W gminie czynne są 4 urzędy pocztowe: Dębołęka (nr 78-607), Karsibór (nr 78-609), Różewo (nr 78-627) i Strączno (nr 78-642). Gminę obsługują także urzędy pocztowe w Wałczu.

## Administracja i samorząd
W 2016 r. wykonane wydatki budżetu gminy wynosiły 51,3 mln zł, a dochody budżetu 52,4 mln zł. Według stanu na koniec 2016 r. gmina nie miała zobowiązań pieniężnych.
Gmina wiejska Wałcz utworzyła 30 jednostek pomocniczych, będących sołectwami.
Sołectwa: Chude, Chwiram, Czechyń, Dębołęka, Dobino, Dzikowo, Golce, Gostomia, Górnica, Karsibór, Kłębowiec, Kłosowo, Kolno, Laski Wałeckie, Lubno, Łąki, Ługi Wałeckie, Nakielno, Ostrowiec, Prusinowo Wałeckie, Przybkowo, Różewo, Rudki, Rutwica, Strączno, Szwecja, Świętosław, Wałcz Drugi, Wiesiółka, Witankowo, Zdbice.
Gmina wiejska Wałcz jest obszarem właściwości Sądu Rejonowego w Wałczu. Sprawy z zakresu ubezpieczeń społecznych i sprawy gospodarcze są rozpatrywane Sąd Rejonowy w Koszalinie, a z zakresu prawa pracy przez Sąd Rejonowy w Szczecinku. Gmina jest obszarem właściwości Sądu Okręgowego w Koszalinie. Gmina (właśc. powiat wałecki) jest obszarem właściwości miejscowej Samorządowego Kolegium Odwoławczego w Koszalinie.
Mieszkańcy gminy wiejskiej Wałcz wybierają 4 z 17 radnych do Radzy Powiatu w Wałczu, a radnych do Sejmiku Województwa Zachodniopomorskiego w okręgu nr 3. Posłów na Sejm wybierają z okręgu wyborczego nr 40, senatora z okręgu nr 99, a posłów do Parlamentu Europejskiego z okręgu nr 13.

## Miejscowości
Wsie (w nawiasach części wsi)Chwiram (Plebanka), Czapla (Czapla-Młyn), Czechyń, Dębołęka (Boguszyn), Dobino, Dzikowo (Smoląg), Golce, Gostomia (Łąki), Górnica, Karsibór, Kłębowiec (Piława, Rudnica), Kłosowo, Kolno, Laski Wałeckie, Lubno (Omulno), Ługi Wałeckie (Brzezinki, Papowo), Nakielno, Ostrowiec, Prusinowo Wałeckie (Prusinówko), Przybkowo, Różewo, Rudki (Dobrzyca, Iłowiec, Jarogniewie, Leżenica-Leśniczówka, Wrzosowisko), Rutwica, Strączno, Szwecja (Nowa Szwecja), Świętosław, Wiesiółka (Bukowa Góra, Dobrzyca Leśna), Witankowo, Zdbice
OsadyChude, Czepiec, Dobrogoszcz, Glinki, Głowaczewo, Jeziorko, Kłosy, Kołatnik, Lipie, Nagórze, Pluskota, Popowo, Sitowo, Wałcz Drugi, Wałcz Pierwszy
Osady leśneNakielno (osada leśna w województwie zachodniopomorskim), Rusinowo
KolonieJaksice